# Eolski procesi
Eolski proces nastaje aktivnošću vjetrova, odnosno, zahvaljujući njihovoj sposobnosti da oblikuju površinu Zemlje i drugih planeta. Vjetrovi mogu erodirati, prenositi, i deponirati materijale, i predstavljaju efikasne (dominirajuće) agense u područjima sa sporadičnom, rijetkom vegetacijom i velikom količinom nekonsolidiranih sedimenata. Iako je voda mnogo moćnija od vjetra, eolski proces je važan geomorfološki proces u aridnim sredinama kao što su pustinje. Ove procese izučava geomorfologija.
Termin je nastao od imena grčkog boga Eola, čuvara vjetrova.

## Erozija vjetrom
Vjetar erodirani Zemljinu površinu deflacijom, uklanjanjem fino granuliranih čestica, turbulentnim vrtloženjem vjetra i abrazijom.
Većina deflacionih zona sadrži pustinjski pješčani pločnik, pokrivač koji liči na fragmentiranu stijenu koja se javlja nakon što su vjetar i voda uklonili finije frakcije. Gotovo polovina pustinja na Zemlji je ovakva stijenolika deflaciona zona. Stjenski pokrivač u pustinjama s peščanim pločnicima sprečava deflaciju, iznošenje, podinskog materijala.
Tamne, sjajne mrlje, nazvane pustinjska glazura, često se javlja na površini nekih stijena u pustinjama. Obično sadržaj ovakvih stijena čine mangan, željezovi oksidi, hidroksidi, i glineni minerali koji uzrokuju ovu pojavu i daju sjaj stijeni.
Bazeni nastali deflacijom, su udubljenja koja su se formirala uklanjanjem čestica vjetrom. Oni su obično malih dimenzija, ali im promjer može biti i do nekoliko kilometara velik.
Čestice nošene vjetrom vrše abraziju kopna. Udarima i Trenjem čestice prave brazde ili male depresije. Ovakvim djelovanjem nastaju ventifakti.
Izvajani oblici, koji se nazivaju jardanzi, mogu biti nekoliko desetina metara visoki i nekoliko kilometara dugački, a izbrazdani su djelovanjem pustinjskog vjetra. Čuvena sfinga u Gizi, Egipat, je najvjerojatnije naknadno izmenjeni jardang.

## Prijenos
Osim erodiranja, u eolskim procesima, vjetar je agens kojim se vrši prijenos čestica. Prijenosom čestica se smatra prejmeštanje čestica od mjesta erozije do mjesta depozicije, odnosno, mjesta odlaganja, koji se naziva akumulacija. Također, jednom nataloženi materijal može biti, što je u eolskom procesu često, ponovo pokrenut do novog mjesta akumulacije.
Pokrenute čestice se mogu nalaziti u atmosferi u vidu suspenzije. Vjetrovi pri površini Zemlje sadrže suspendirane čestice ne veće od 0.2 milimetara u promjeru. Ove čestice vjetar raspršuje u obliku prašine ili još finije (sitnije) čestice od prašine koje se mogu vidjeti u obliku izmaglice.
Prijenos vjetrom može biti izuzetno velike veličine, od stotina do tisuću kilometara.

## Akumulacija
Taloženjem čestica nastaju akumulacije. Tipičan oblik akumulacije u eolskom procesu je pojavni oblik koji se naziva dina. U slučaju pojave vjetrova velike snage pokreće se velika masa pijeska koja se kodenzira u zraku, a ova pojava se naziva pješčana oluja (ovo je meteorološki oblik), a opadanjem snage vjetra vrši se ponovna akumulacija.
- Ventifakt
- Jardang
- Dina (reljef)